# Alma Svennerud
Alma Lovisa Elisabet Svennerud, född 1 augusti 2004 i Karlskrona i Blekinge, är en svensk orienterare.
Alma Svennerud gjorde seniordebut när hon ersatte den skadade Sara Hagström på Europamästerskapen i orientering 2024 i Mór i Ungern.